# Steven Vidler
Stephen "Steve" Vidler es un actor, director y escritor australiano, conocido sus numerosas participaciones en televisión.

## Carrera
En 1986 apareció por primera vez en la serie A Country Practice donde interpretó a Rod Francis, más tarde apareció nuevamente en la serie ahora interpretando a Philip Dalton durante los episodios "Polly Had a Dolly: Part 1 & 2" en 1991.
En 1987 se unió al elenco de la película The Umbrella Woman donde interpretó a Sugar Hills, en la película compartió créditos con los actores Bryan Brown y Sam Neill.
En 1995 interpretó a Danny Wyatt en la serie Janus, ese mismo año apareció en un episodio de la serie Police Rescue.
En 1997 dirigió la película australiana Blackrock, la cual está basada en hechos reales del asesinato y violación de Leigh Leigh, una joven de 15 años.
En 1998 apareció como invitado en un episodio de la primera temporada de la serie policíaca Wildside donde interpretó al oficial Trevor Kierney.
En el 2002 se unió al elenco recurrente de la serie Jeopardy donde interpretó a Gerry Simmons, el maestro y líder del grupo hasta el final de la serie en el 2005.
En el 2006 apareció por primera vez en la serie médica australiana All Saints donde interpretó a Ross Millard, más tarde apareció nuevamente en la serie en el 2008 ahora interpretando a Marc Foley durante el episodio "Torn Apart". Ese mismo año apareció como invitado en la serie Love My Way donde interpretó a Steven, un hombre mayor que sale brevemente con Julia Jackson.
Ese mismo año apareció en la película de terror See No Evil donde interpretó al oficial de la policía Frank Williams, quien junto a su compañero Blaine llevan a un grupo de jóvenes delincuentes a una casa abandonada para que cumplan con sus sentencias limpiándola, pero que al llegar descubren que hay una mujer secuestrada, pero antes que puedan procesar lo sucedido el grupo es ataca.
En el 2007 apareció como personaje recurrente de la exitosa y aclamada serie australiana Home and Away donde interpretó a Noel Anderson, el esposo de Vivian Anderson (Simone McAullay) hasta el 2008 luego de que su personaje saliera de la cárcel bajo fianza.
En el 2008 apareció en tres episodio de la serie Satisfaction donde interpretó a Terence hasta el 2009.
En el 2010 se unió al elenco recurrente de la serie Dance Academy donde interpretó a Neil Webster, el padre de la bailarina Tara Webster (Xenia Goodwin) hasta el 2013.
En el 2012 se unió al elenco de la serie Underbelly: Badness donde interpretó al comandante de homicidios de la policía, hasta el final de la serie.
En el 2013 apareció como invitado en la serie Packed to the Rafters donde interpretó a Mark Mackey, el padre de Emma Mackey (Zoe Cramond).

## Filmografía

### Series de televisión
| Año               | Título                         | Personaje                | Notas                                  |
| ----------------- | ------------------------------ | ------------------------ | -------------------------------------- |
| 2012 - presente   | Rake                           | Primer ministro          | 4 episodios                            |
| 2010, 2012 - 2013 | Dance Academy                  | Neil Webster             | 9 episodios                            |
| 2013              | Packed to the Rafters          | Mark Mackey              | 3 episodios                            |
| 2012              | Underbelly: Badness            | Comandante de la Policía | 8 episodios                            |
| 2008 - 2009       | Satisfaction                   | Terence                  | 3 episodios                            |
| 2007 - 2008       | Home and Away                  | Noel Anderson            | 23 episodios                           |
| 2006              | All Saints                     | Ross Millard             | episodio "Sink or Swim"                |
| 2006              | Mcleod's Daughters             | Hugh Doyle               | episodio "The Great Temptation"        |
| 2006              | Love My Way                    | Steven                   | 9 episodios                            |
| 2002 - 2005       | Jeopardy                       | Gerry Simmons            | 19 episodios                           |
| 2002              | Young Lions                    | Sgt. Brian Graham        | episodio "Drag Racing"                 |
| 2002              | MDA                            | Nicholas "Nick" Clarke   | 3 episodios                            |
| 2001              | The Lost World                 | Capitán Askwith          | 2 episodios                            |
| 2001              | Blonde                         | Warren                   | miniserie                              |
| 1999              | SeaChange                      | Fantasma                 | episodio "Not Such Great Expectations" |
| 1999              | Stingers                       | Todd Tregear             | episodio "The Favour"                  |
| 1999              | Water Rats                     | Brian Geary              | episodio "Goes with the Territory"     |
| 1998              | Wildside                       | Trevor Kierney           | episodio # 1.25                        |
| 1997              | Big Sky                        | Cameron                  | episodio "Blind Spot"                  |
| 1997              | State Coroner                  | Salmon                   | episodio "Starting with a Bang"        |
| 1995              | Police Rescue                  | Scuderi                  | episodio "The Sharp End"               |
| 1995              | Halifax f.p.                   | Steve Kingsley           | episodio "Hard Corps"                  |
| 1995              | Janus                          | Danny Wyatt              | 4 episodios                            |
| 1995              | Snowy River: The McGregor Saga | Daniel Larson            | episodio "The Trial of Hetti Lewis"    |
| 1994              | Heartland                      | Phil McCarthy            | 6 episodios - miniserie                |
| 1992              | Bony                           | Jackson                  | episodio "Under the Influence"         |
| 1991              | G.P.                           | Doug                     | episodio "Once Bitten"                 |
| 1986              | A Country Practice             | Rod Francis              | 2 episodios                            |

### Películas
| Año  | Título                                      | Personaje                  | Notas                                                                                  |
| ---- | ------------------------------------------- | -------------------------- | -------------------------------------------------------------------------------------- |
| 2009 | In Her Skin                                 | Drew                       | junto a Khan Chittenden, Justine Clarke, Jack Finsterer, Rebecca Gibney & Paul Denny   |
| 2007 | The Home Song Stories                       | Bill                       | junto a Joan Chen, Qi Yuwu & Joel Lok                                                  |
| 2006 | See No Evil                                 | Frank Williams             | junto a Kane, Samantha Noble, Christina Vidal, Luke Pegler & Craig Horner              |
| 2006 | Small Claims: The Reunion                   | Ross                       | junto a Claudia Karvan, Rebecca Gibney, Peter Phelps, Emma Booth & Gyton Grantley      |
| 2004 | Through My Eyes                             | Inspector Graeme Charlwood | junto a Miranda Otto, Craig McLachlan, Peter O'Brien, Andrew McFarlane & Grant Bowler  |
| 2004 | Salem's Lot                                 | Sheriff Parkins            | junto a Rob Lowe, Donald Sutherland, Robert Mammone, Andy Anderson & Brendan Cowell    |
| 2004 | The Mystery of Natalie Wood                 | Richard Gregson            | junto a Justine Waddell, Michael Weatherly, Matthew Settle, Colin Friels & John Noble  |
| 2003 | Lennie Cahill Shoots Through                | Dwyer                      | junto a Tony Barry, Diana Glenn & Chris Haywood                                        |
| 2003 | Bad Eggs                                    | Pendlebury                 | junto a Mick Molloy, Marshall Napier, Andy McPhee, Shaun Micallef & Robyn Nevin        |
| 2002 | A Ring of Endless Light                     | Mr. Gray                   | junto a Mischa Barton, Ryan Merriman, Jared Padalecki & Scarlett Pomers                |
| 2001 | The Day of the Roses                        | Dick Lamb                  | junto a John Bach, Stepheh Curry, Gigi Edgley, Rebecca Gibney & Peter O'Brien          |
| 2001 | Child Star: The Shirley Temple Story        | Darryl F. Zanuck           | junto a Connie Britton, Colin Friels, Hinton Battle, Emily Hart & Ashley Rose          |
| 2001 | Finding Hope                                | Nobby                      | junto a Rebecca Gibney, Jane Hall, Brooke Harman, Grant Bowler & Damien Garvey         |
| 2002 | The Crocodile Hunter: Collision Course      | Subdirector Ansell         | junto a Steve Irwin, Steve Bastoni, Magda Szubanski & David Wenham                     |
| 2000 | The Love of Lionel's Life                   | Robbie                     | junto a Matt Day, Alex Dimitriades, Nadine Garner, Paul Denny & Graeme Blundell        |
| 1999 | Dogwatch                                    | Capitán                    | junto a Russell Kiefel, Richard Carter, Joel Edgerton & Yaw Glymin                     |
| 1999 | Two Hands                                   | Hombre                     | junto a Heath Ledger, Bryan Brown, David Field, Salvatore Coco & Rose Byrne            |
| 1998 | The Thin Red Line                           | 2.º. Teniente Gore         | junto a Nick Nolte, Jim Caviezel, Dan Wyllie & Simon Lyndon                            |
| 1995 | Napoleon                                    | Snake/Galah                | junto a Jamie Croft, Philip Quast, Susan Lyons, Coralie Sawade & Brenton Whittle       |
| 1994 | No Worries                                  | Gary Hay                   | junto a Christopher Aliendi, Bob Baines & Ray Barrett                                  |
| 1996 | The Territorians                            | Robert McCabe              | junto a Peter Adams, Ullie Birve, Aaron Pedersen, Jamie Croft & Robert Mammone         |
| 1993 | Desperate Journey: The Allison Wilcox Story | Lt. Cmdr. Jack Harkin      | junto a Mel Harris, John Schneider, Dana Ashbrook, Cotter Smith & Peter Hardy          |
| 1992 | Frankie's House                             | Steve Cotler               | junto a Iain Glen, Kevin Dillon, Steve Bastoni, Nicholas Hammond & Stephen Dillane     |
| 1990 | Harbour Beat                                | Lance Cooper               | junto a Bob Baines, Jeanette Cronin, Christopher Cummins, John Hannah & Angie Milliken |
| 1989 | Minnamurra                                  | Jack Donaghue              | junto a Jeff Fahey, Tushka Bergen, Cornelia Frances & Drew Forsythe                    |
| 1988 | Incident at Raven's Gate                    | Eddie                      | junto a Max Cullen, Ritchie Singer & Terry Camilleri                                   |
| 1987 | The Umbrella Woman                          | Sugar Hills                | junto a Rachel Ward, Bryan Brown & Sam Neill                                           |
| 1987 | The Perfectionist                           | Erik                       | junto a Jacki Weaver, John Waters, Adam Willits & Linda Cropper                        |
| 1985 | Robbery Under Arms                          | Dick Marston               | junto a Sam Neill, Christopher Cummins & Andy Anderson                                 |
| 1985 | The Dunera Boys                             | Tropp                      | junto a Bob Hoskins, John Meillon & Warren Mitchell                                    |
| 1984 | The Blood of Others                         | Manifestante               | junto a Jodie Foster, Michael Ontkean, Sam Neill & Lambert Wilson                      |
| 1984 | Displaced Persons                           | Alexander                  | junto a Dagmar Bláhová, John Wood & Annie Byron                                        |

### Director y escritor
| Año         | Título              | Notas                               |
| ----------- | ------------------- | ----------------------------------- |
| 2011 - 2012 | Neighbours          | 3 episodios - escritor              |
| 2003        | La Bête du Gévaudan | artista del guion gráfico           |
| 1998        | A Difficult Woman   | miniserie - escritor                |
| 1997        | Blackrock           | director & editor de scripts        |
| 1995        | G.P.                | episodio "Not Fade Away" - escritor |
| 1991        | Blood Runners       | corto - director                    |
| 1984        | The Blood of Others | aprendiz del asistente del director |

### Teatro
| Año  | Título                                      | Personaje | Director (a)     | Teatro              | Notas                                                                  |
| ---- | ------------------------------------------- | --------- | ---------------- | ------------------- | ---------------------------------------------------------------------- |
| 1994 | Hamlet                                      | -         | Neil Armfield    | Belvoir St. Theatre | junto a Cate Blanchett, Richard Roxburgh, Geoffrey Rush & David Wenham |
| 1992 | Britannicus                                 | -         | Richard Cottrell | -                   | junto a Dominic Galati, John Wood & William Zappa                      |
| 1991 | King Golgrutha                              | -         | Simon Phillips   | -                   | junto a Don Barker, Alan Fletcher, Russell Kiefel & Bill McCluskey     |
| 1991 | Henry IV: Part One                          | -         | -                | Blackfriars Theatre | junto a Rachael Beck, Marcus Graham & Andrew McFarlane                 |
| 1990 | Words of One Syllable                       | -         | Peter Kingston   | Belvoir St. Theatre | junto a Lynette Curran & Max Phipps                                    |
| 1989 | The Tempest                                 | -         | John Gaden       | -                   | junto a Elsa Baldino, Ron Graham, John Noble & Dan Witton              |
| 1988 | The Seagull                                 | -         | Aubrey Mellor    | -                   | junto a Robert Alexander, Lindy Davis & John Howard                    |
| 1988 | Summer of the 17th Doll & Away              | -         | Richard Wherrett | -                   | junto a Steve Bisley, Judi Farr & Harold Hopkins                       |
| 1988 | 1841                                        | -         | Michael Gow      | Drama Theatre       | junto a Gillian Jones, Tara Morice & Christopher Stollery              |
| 1987 | Away                                        | -         | Richard Wherrett | Drama Theatre       | junto a Graeme Blundell, Judi Farr & Rosemary Harris                   |
| 1987 | Hamlet and Henry IV Part 1                  | -         | -                | Wharf Theatre       | junto a Brandon Burke, Robert Menzies & Hugo Weaving                   |
| 1983 | Summer Rain                                 | -         | Gale Edwards     | Parade Theatre      | junto a Todd Boyce, Merridy Eastman & Greg Saunders                    |
| 1983 | The Money or the Box?                       | -         | Nick Enright     | Parade Theatre      | junto a Tony Barclay, Merridy Eastman & Andrew Lloyde                  |
| 1980 | Jubilee Horror/Sherlock Holmes' Finest Hour | -         | Ron Hackett      | -                   | junto a Peter de Salis, Lyn Lovett & Gordon Poole                      |

## Premios y nominaciones
| Año  | Categoría                                                                        | Premio         | Película/Serie           | Resultado |
| ---- | -------------------------------------------------------------------------------- | -------------- | ------------------------ | --------- |
| 1997 | Best Film                                                                        | Mystfest Award | Blackrock                | Nominado  |
| 1995 | Best Performance by an Actor in a Television Drama (empatado con "Colin Friels") | AFI Award      | Halifax f.p.: Hard Corps | Ganó      |
| 1987 | Best Actor in a Supporting Role                                                  | AFI Award      | The Umbrella Woman       | Nominado  |